# EdgeHTML
EdgeHTML foi um mecanismo de renderização proprietário desenvolvido para o navegador web Microsoft Edge pela Microsoft. Era o motor principal usado pelo Microsoft Edge, até que o navegador for refeito com base no Chromium em 2019 e passou a usar o Blink.
Ele era um fork do Trident que removeu todos os códigos legados de versões antigas do Internet Explorer e foi reescrito com a maioria de seu código fonte com padrões web e interoperabilidade com os outros navegadores modernos existentes. O mecanismo de renderização foi lançado primeiramente como uma opção experimental no Internet Explorer 11 como parte da compilação 9936 do Windows 10 Preview.
Uma análise feita do motor na então mais recente compilação do Windows 10 pelo AnandTech concluiu que as melhorias de benchmark sobre o Trident, particularmente a performance do motor de JavaScript, o deixavam a par do Google Chrome. Outros benchmarks focando na performance da API WebGL encontrada no EdgeHTML mostraram um desempenho muito melhor do que o Google Chrome e o Mozilla Firefox.